# Csécse
Csécse è un comune dell'Ungheria di 994 abitanti (dati 2001). È situato nella contea di Nógrád.